# واين ميريك
واين ميريك هو لاعب هوكي الجليد كندي، ولد في 23 أبريل 1952 في سارنيا في كندا.

## وصلات خارجية
- واين ميريك على موقع دوري الهوكي الوطني (الإنجليزية)
- واين ميريك على موقع EliteProspects.com (الإنجليزية)
- واين ميريك على موقع HockeyDB.com (الإنجليزية)
- واين ميريك على موقع Hockey-Reference.com (الإنجليزية)